# Hylaeus pictus
Hylaeus pictus är en biart som först beskrevs av Smith 1853.  Hylaeus pictus ingår i släktet citronbin, och familjen korttungebin. Inga underarter finns listade i Catalogue of Life.